# Skály, Písek
Skály là một làng thuộc huyện Písek, vùng Jihočeský, Cộng hòa Séc.